# Me in a Million
Me in a Million war eine saarländische Post-Hardcore-Band, die Anfang 2013 gegründet wurde. 

## Geschichte
Die Band wurde im Jahr 2013 gegründet. Bereits zuvor waren die Sänger Julian Coles und Lukas Conrad mit anderen Mitgliedern in einer Band namens A Diary Entry und hatten die EP Rainbow Washout im April 2011 veröffentlicht. Im März 2013 begaben sich Coles und Conrad mit den vier weiteren Mitgliedern nach Florida, um dort ihr erstes Album aufzunehmen. Vor ihrem Flug in die USA hatte die Band hauptsächlich an den Songs für das Album geschrieben oder Geld für die Anreise verdient. Die Aufnahmen erstreckten sich über einen Zeitraum von vier Wochen und fanden in den Chango Studios mit dem Produzenten Cameron Mizell statt. Bei den Aufnahmen beteiligten sich Lou Miceli und Mindless X2 von Palisades, Tyler Carter von Issues, Jeffrey Wellfare von Capture the Crown sowie Cameron Mizell und Shawn Christmas als Gastmusiker. Nach ihrer Rückkehr nach Deutschland wurde das Label Redfield Records auf die Gruppe aufmerksam, worüber im März 2014 das Album unter dem Namen Still in the Balance erschien. Neben Coles und Conrad besteht die Band auf dem Album aus den Gitarristen Daniel Weiland und David Hoffmann, dem Bassisten Florian Vogel und dem Schlagzeuger Max Fuss.
Am 23. Dezember 2016 gab die Band bekannt, dass sie sich aufgelöst haben. Für manche wohl nicht weiter verwunderlich, da sie ihre letzte Show vor über 1 Jahr, am 19. Dezember 2015, gespielt hatten und abgesehen davon im ganzen Jahr 2016 ziemlich ruhig um die Band war. Zum Abschied hat die Band noch am gleichen Tag ihre "Farewell EP" mit 3 neuen Songs via Redfield Records veröffentlicht.

## Stil
Jessica Santiago Lopez von metalkrant.net ordnete in ihrer Rezension zu Still in the Balance die Band dem Post-Hardcore zu. Dabei vermische sie jedoch klassischen Post-Hardcore mit elektronischen Einflüssen. Die Musik sei jedoch nicht innovativ, sodass man sie auch als Klischee-Post-Hardcore bezeichnen könne. In den Liedern stünden Klargesang, Screams, Breakdowns und elektronische Klänge im Wechsel. Die kleine Trommel sei kaum hörbar und würde von den anderen Instrumenten übertönt. Die Refrains würden immer klar gesungen und hätten einen poppigen und jugendlichen Klang. Die Breakdowns würden das Gegenstück hierzu bilden, aber würden an Bedeutung verlieren, da dies in fast jedem Lied gemacht werde. Die Musik klänge, als würde Me in a Million versuchen, A Day to Remember nachzueifern. Gelegentlich erinnere der Gesang an Spencer Charnas von Ice Nine Kills. SpencerCoronado von absolutepunk.net merkte in seiner Rezension zum Album an, dass es bereits zu Zeiten von A Diary Entry eine Kombination aus zwei Sängern mit gutturalem (Coles) und Klargesang (Conrad) gegeben habe. Er ordnete die Band ebenfalls dem Post-Hardcore zu. Auf dem Album konzentriere man sich nicht auf kitschige Synthesizer und merkwürdige Breakdowns sowie Liedtexte, die man sich kaum beziehen könnte. Stattdessen setze man auf schnelle Lieder, die an Metalcore grenzen würden mit ehrlichen und nachdenklichen Texten. Auch mache die Gruppe in ihren Liedern von Blastbeats Gebrauch.

## Diskografie
- 2014: Still In The Balance (Album, Redfield Records)
- 2016: Farewell EP (EP, Redfield Records)